# Gérard Janvion
Gérard Janvion (* 21. srpna 1953 Fort-de-France) je bývalý francouzský fotbalista původem z Martiniku. Hrál na pozici obránce, především za fotbalový klub Saint-Étienne. Byl účastníkem Mistrovství světa ve fotbale v roce 1978 a 1982.

## Hráčská kariéra
Gérard Janvion hrál na pozici obránce za fotbalové kluby Saint-Étienne, Paris Saint-Germain FC a Béziers. Za francouzskou fotbalovou reprezentaci odehrál 40 zápasů.

### Kariéra v Saint-Étienne
- Ligue 1: 1973–74, 1974–75, 1975–76, 1980–81
- Coupe de France: 1973–74, 1974–75, 1976–77